# Bye bye (BENIの曲)
「bye bye」は、BENIのユニバーサルミュージック移籍第7弾シングル。全シングルの15枚目である。

## 概要
- 前作から約1ヶ月ぶりとなる。

## 収録曲
1. bye bye
  - 作詞：藤林聖子／作曲・編曲：Daisuke "D.I" Imai
2. Stylish
  - 作詞：臂陽子／作曲・編曲：Daisuke "D.I" Imai
3. サイン DJ HASEBE REMIX
  - 作詞・作曲：BENI・松任谷由実
4. bye bye (Instrumental)
  - 作詞：Shoko Fujibayashi／作曲・編曲：Daisuke "D.I" Imai